# Holy Shire
Gli Holy Shire (stilizzato HOLY SHiRE) sono un gruppo musicale fantasy metal italiano formatosi nel 2009 a Milano.

## Storia

### Gli esordi
La band nasce dall'idea del batterista Maxx Pianta con l'obiettivo di scrivere e presentare materiale originale metal con ispirazione sinfonico epica e testi a tema fantasy. Il nome stesso della band si rifà alla Contea descritta da J. R. R. Tolkien ne Il Signore degli Anelli. Nell'estate 2010 si aggiunsero alla line up iniziale di 5 elementi (voce, batteria, basso, chitarra e tastiere) la seconda voce e il flauto e successivamente registrarono il primo demo di 6 pezzi. In autunno suonarono al Capodanno Celtico di Milano. Nel gennaio 2011 registrarono l'ultimo pezzo composto, Holy Shire, inserito nella compilation uscita con Rock Hard di maggio 2011 insieme all'intervista del gruppo. Tra i molti live, il concerto per i detenuti della Casa di Reclusione di Milano Bollate, nel marzo 2011. Poco dopo si è aggiunta una seconda chitarra alla line up, divenuta di 8 elementi. Nel luglio 2011 registrarono un EP scaricabile gratis da Facebook e due video, Moonrise e la cover del brano tradizionale inglese Greensleeves, disponibili su YouTube.

### Il primo album: Midgard
Dopo aver composto 7 nuove canzoni, a maggio 2012 la band torna in studio a registrare il primo album "Midgard". Nel luglio 2012 furono selezionati per la nuova versione del concorso per band emergenti Rock (r)Evolution ideato da Vasco Rossi con la cover di Greensleeves. A inizio 2013 sono cambiati due componenti del gruppo e un nuovo bassista e una nuova cantante lirica argentina si sono aggiunti alla formazione. Nell'aprile 2013 girarono il nuovo video per lanciare il singolo "Winter is coming", liberamente ispirato alla saga di Game of Thrones. A marzo 2014 firmarono con Bakerteam Records l'accordo per la distribuzione di Midgard e pianificarono il suo lancio con video e date importanti tra cui il Masters of Rock in Repubblica Ceca, Metal for Emergency in apertura ai Mago de Oz, la Festa dell'Unicorno a Vinci (FI) e Lucca Comics & Games. Girarono un secondo video per la canzone Bewitched (My Words are Power) tratto da Midgard ispirato al personaggio di Melisandre di Game of Thrones. A fine 2014 firmarono con Bagana Rock Agency e una nuova cantante subentrò nel ruolo di voce pulita e lirica (chiamata Unicorn vocals), a seguito dell'abbandono del progetto da parte della precedente, così come il flautista, sostituito con Chiara Brusa a inizio 2015. A fine 2015 la cantante nel ruolo Unicorn vocals e il chitarrista ritmico lasciano la formazione, quest'ultimo sostituito da un nuovo componente a inizio 2016, anno nel quale continuano la promozione di "Midgard" in club e festival.

### The Legendary Shepherds of the Forest
Nel Maggio 2017 inizia la registrazione del secondo album, con la produzione di tre brani da parte di Masha Mysmane (Exilia), e girano un videoclip del futuro primo singolo Danse Macabre. A fine settembre masterizzano l'album presso il Finnvox Studio. Il nuovo album è intitolato "The Legendary Shepherds of the Forest", con 10 nuove canzoni ispirate al mondo fantasy con qualche suggestione legata a temi storici, e 4 ospiti femminili alla voce che duettano con Erika. A inizio 2018 si unisce Claudia Beltrame nel ruolo di Unicorn vocals. A marzo 2018 firmano il contratto di distribuzione con Heavy Metal Records (Revolver Records, UK). L'album esce il 26 ottobre 2018 preceduto dall'uscita dei singoli "The Legendary Shepherds of the Forest" e "Danse Macabre".
Dopo 7 anni di collaborazione il bassista Piero esce dalla band e viene sostituito da Michele che entra ufficialmente a marzo 2019 e dopo poco anche il chitarrista Andrea dopo 9 anni esce dal progetto nell'aprile 2019, e la band rimane con una sola chitarra. A giugno escono dalla formazione anche Frank (chitarra) e Claudia (unicorn vocals). Superate le turbolenze, a settembre la nuova line up con Julie alla voce e Mattia alla chitarra si presenta al Legend con la serata di raccolta fondi For The Trees dove tutto quanto raccolto è stato devoluto a due associazioni che si occupano di ambiente. Nel dicembre 2020 il bassista viene sostituito da Melissa Corò, che entra nella band con il contrabbasso.

### Invincible
Il 2022 si apre con il ritorno ad una formazione a due chitarre, con l'ingresso nel gruppo di Stefano Zuccala (chitarra) e Leonardo Sganga (basso), e coincide con l'avvio della composizione di undici nuove canzoni, destinate a dar vita al terzo studio album della band.
Nel mese di luglio 2023 gli Holy Shire rientrano, dunque, in studio per l'incisione del proprio terzo album, "Invincible", che viene pubblicato il 28 giugno 2024, sotto etichetta Ghost Record Label. Le registrazioni delle parti di batteria vengono effettuate presso lo studio musicale TimeTrack Studios di Azzano San Paolo, Lombardia, e proseguono presso gli Orion Recording Studio di Solaro, Lombardia, sotto la direzione di Frank Altare, che cura anche le fasi di mix e mastering.
Il 20 giugno 2024 esce, in anteprima ufficiale su Metalhammer.it, il lyric-video del primo singolo dell'album, intitolato "M9", che trae ispirazione dal personaggio mitologico di Medusa. La band, inoltre, viene selezionata dalla Civica Scuola di Cinema Luchino Visconti di Milano, la quale si incarica di girare e produrre il videoclip del secondo singolo dell'album, "The Seduction of Hollowness", ispirato questa volta dalla letteratura Tolkeniana (in questo caso Il Signore degli Anelli), sempre cara alla band, la cui pubblicazione è prevista per il 24 ottobre 2024.
In supporto del nuovo album, la band partecipa, nell'estate del 2024, ad alcuni selezionati eventi e festival nazionali, tra cui meritano di essere menzionati i prestigiosi Malpaga Folk & Metal Festival, sul cui palco la band si era già esibita in passato, ed il Brintaal Folk Festival.
Forte dell’ottimo riscontro di pubblico e critica, sia in Italia che all’estero, la band decide di dare finalmente vita ad un progetto da tempo ideato e rimasto fino al 2025 sulla carta: il 04 Aprile 2025, allo Slaughter Club di Paderno Dugnano (MI), viene così inaugurata la prima edizione della Tolkien Night, caratterizzata da musica dal vivo ispirata da Tolkien, bancarelle ed espositori artigianali a tema e una nutrita presenza di cosplayer a tema.
Nello stesso periodo, Leonardo Sganga lascia la band per ragioni personali e viene sostituito nel ruolo, senza soluzione di continuità, da Damiano Menarbin.

## Stile e influenze
Se per i testi gli Holy Shire si affidano principalmente alle opere di Tolkien e George R.R. Martin, per la composizione delle musiche il range è molto più ampio. Come raccontano in un'intervista alla manifestazione Isola Rock, la band prende spunto da diversi generi musicali per poter scrivere le melodie, tra cui musica classica, rock, heavy metal, progressive e dance.

## Formazione

### Formazione attuale
- Erika Ferraris (Aeon Flux) - voce (2009-presente)
- Giulia Fiore (Julie Eledhwen) - voce (2019-presente)
- Chiara Brusa (Kima) - flauto traverso (2014-presente)
- Mattia Stilo (Tia) - chitarra elettrica (2019-presente)
- Stefano Zuccala - chitarra elettrica (2022-presente)
- Damiano Menarbin - basso elettrico (2025-presente)
- Maxx Pianta (TheMaxx) - batteria e percussioni (2009-presente)

### Ex componenti
- Simeone Monici (Reverend Jack) - tastiere (2009-2015)
- Alessio Mognoni - chitarra elettrica principale (2009-2010)
- Elisa Balconi - voci (2009-2013)
- Davide Sibella - bassista (2009-2013)
- Eliana Sanna - voci (2014-2015)
- Simona Aileen Pala - voci (2015-2016)
- Alessandro Baglioni (Ale) - flauto (2009-2015)
- Andrea Faccini (Andrew Moon) - chitarra elettrica principale (2009-2019)
- Edoardo Santoni (Ed Gibson) - chitarra elettrica (2011-2016)
- Frank Campese (Frank) - chitarra elettrica (2016-2019)
- Piero Chiefa (BlackBass) - basso (2009-2019)
- Claudia Beltrame (Claudia) - voci (2018-2019)
- Melissa Corò (Mely) - contrabbasso (2020-2022)
- Leonardo Sganga - basso (2022-2025)

## Discografia
- 2014 - Midgard
- 2018 - The Legendary Shepherds of the Forest
- 2024 - Invincibile